# Grgur II. od Carigrada
Grgur II. od Cipra (Γρηγόριος ο Κύπριος) (1241. – 1290.) bio je patrijarh Konstantinopola.
Rođen je na Cipru u mjestu zvanom Lapithos. Prvotno mu je ime bilo Georgije (Đuro), a roditelji su mu bili plemenitaši.
Kao tinejdžer se preselio u Nikoziju. Putovao je i u Palestinu te u Efez. 
Čuo je mnogo o učenjaku Nikiforu Blemmydesu te je htio učiti od njega, ali je bio razočaran njime te je rađe učio od Georgija Akropolita.
Postao je patrijarh 1283. Kad su 1274. Rimokatolička i pravoslavne crkve proglasile ujedinjenje na Drugom lionskom saboru, Georgije je odbio prihvatiti „filioque“ jer je imao svoju definiciju Svetog Trojstva.
Umro je 1290., a naslijedio ga je Atanazije I. od Carigrada.
„Duhovna kći“ patrijarha Grgura bila je plemkinja Teodora Raoulaina.